# Elodes gredleri
Elodes gredleri là một loài bọ cánh cứng trong họ Scirtidae. Loài này được Kiesenwetter miêu tả khoa học năm 1863.